# How It Is (Wap Bap …)
How It Is (Wap Bap …) (englisch etwa „[Es ist,] wie es ist (Wap Bap …)“) ist ein englischsprachiges Lied der deutschen Webvideo-Produzentin Bianca Heinicke, besser bekannt als „Bibi“ vom YouTube-Kanal „BibisBeautyPalace“. Die Veröffentlichung erfolgte am 5. Mai 2017 über das Plattenlabel Warner Music. Es war zeitweise das am häufigsten negativ bewertete Video eines deutschsprachigen YouTube-Kanals.

## Hintergrund

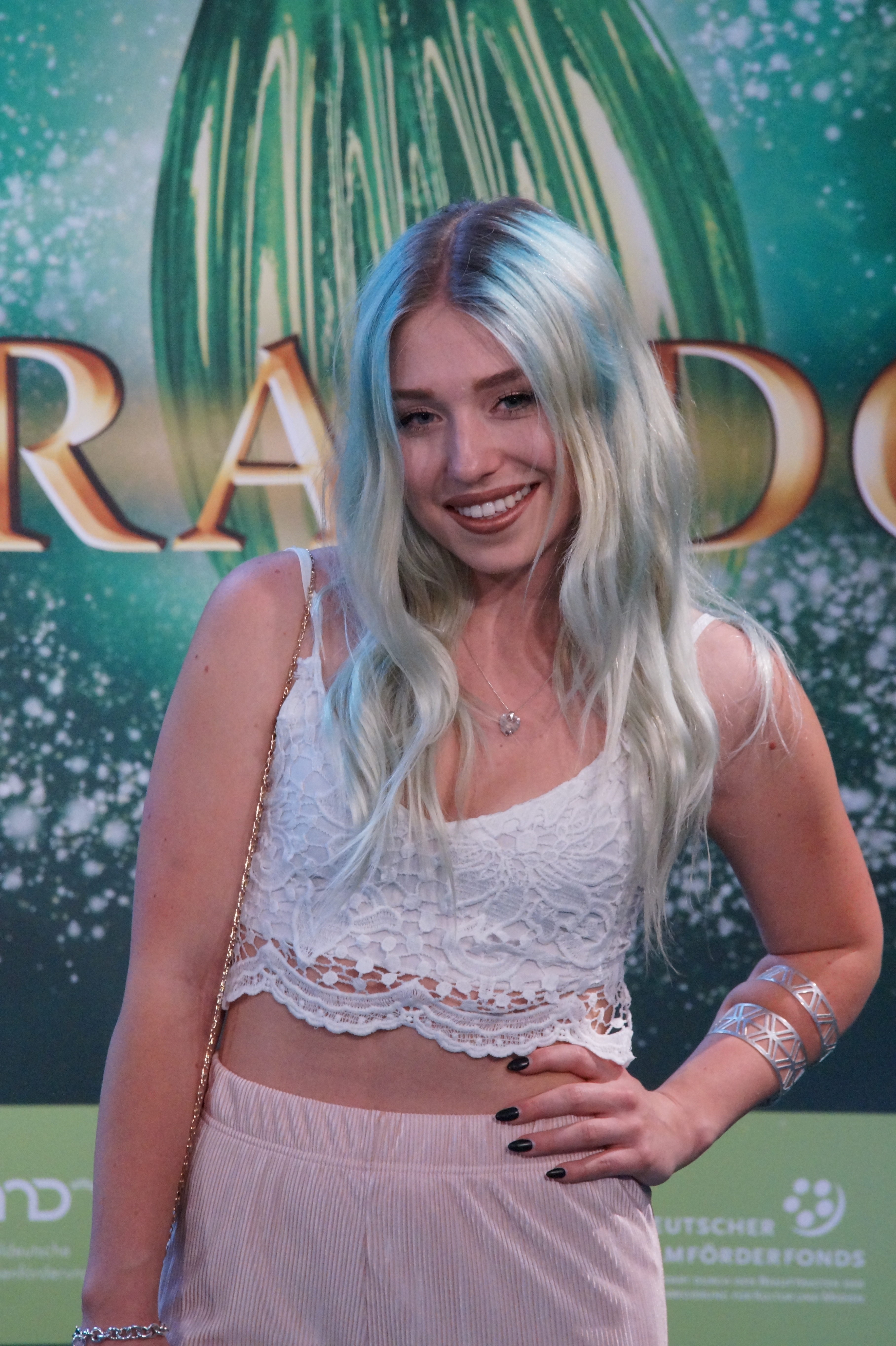
Bianca Heinicke alias Bibi H.

How It Is (Wap Bap …) wurde von Dave Knight und Sam Sommer geschrieben und von letzterem komponiert. Die Produktion übernahm das Filmproduktionsunternehmen Chinzilla Films.
Am 10. Dezember 2016 veröffentlichte Claßen auf ihrem YouTube-Kanal ein Video, in dem sie von ihrem Interesse an einer Musikkarriere berichtete. Daraufhin kontaktierte Claßen den Songwriter Sam Sommer, um einen eigenen Song zu produzieren. Dieser schickte ihr die Demoversion eines Liedes, das er vor Jahren geschrieben hatte. Diese Demoversion sang Claßen anschließend ein. Claßen arbeitete für die Veröffentlichung sowie die Promo-Aktion mit Warner Music zusammen und nahm zusätzlich Gesangsstunden.
Der Song wurde am 5. Mai 2017 veröffentlicht.

## Musikalisches und Inhalt
Das Lied ist im 4/4-Takt geschrieben und beginnt mit einer eingängigen, auf einer Ukulele gespielten Melodie. Das Tempo liegt bei 73 bpm. Der Rhythmus wird hierbei durch hoch angesiedelte Piano-Töne angegeben. Nach vier Takten setzt Claßen mit der ersten Strophe ein. Im Refrain beginnt ein Kick den Song zu begleiten. Nach zwei weiteren Strophen und einem Refrain erfährt das Lied einen Breakdown, bevor der Refrain ein weiteres Mal ertönt.
In dem Lied erzählt das lyrische Ich, dass es, obwohl vom Pech verfolgt, optimistisch bleibt und sich dies schließlich bewährt. Claßen fasste den Inhalt des Liedes in ihrem Ankündigungsvideo als Geschichte einer Person zusammen, die nach vielen negativen Ereignissen dennoch nicht aufgeben solle.

## Musikvideo
Die Dreharbeiten des offiziellen Musikvideos wurden innerhalb von zwei Tagen im „Huize Herbosch“ in Antwerpen absolviert. Der Filmschnitt nahm zwei Monate in Anspruch.
Am 5. Mai 2017 veröffentlichte Bibi Claßen das Video. In dem Video sieht man, wie Bibi mit einem Koffer und in einem knappen Kleid eine große Landvilla betritt. In der edlen Villa ist alles wie neu gekauft und frisch renoviert. Die Möbel sind zu Beginn alle mit Decken überzogen. Dazwischen werden Szenen eingeblendet, in denen Bibi auf dem Bauch verkehrt herum auf einem Bett liegt und dabei ziemlich knapp bekleidet ist. In der ersten Strophe sieht man, wie Bibi von den Möbeln die Decken abzieht, was eine große Staubwolke im Raum auslöst. Beim dritten Möbelstück, welches ein Stuhl ist, verschwindet dieses jedoch, sobald Bibi die Decke hochzieht, bzw. wird unsichtbar. Zum Refrain tanzt Bibi in einem goldenen knappen Outfit zwischen hellblauen und grellrosa gasgefüllten Luftballons in einem hellen Raum mit vielen Fenstern. Der Hintergrund wird dabei immer etwas eintönig gehalten, so dass Bibi immer heraussticht. In ihrem Anwesen befindet sich sogar ein Aquarium im Kamin, welches angeblich Fische enthält. Sie sitzt daneben in Sommerkleidung auf einem Liegestuhl neben einem Sonnenschirm. Zum Satz „I get up late“ kommt passend eine Szene hinzu, in der Bibi eingekuschelt in einer Decke aus dem Bett steigt. Dann wirft Bibi eine Vase mit einem Preisschild um, welche auf dem Boden erst zerspringt, dann jedoch mit einer Rückwärtsbearbeitung wieder entsteht. Anschließend brennt Bibi im Laufe des Videos ihr Buch an. In der letzten Szene sieht man, wie Bibi in einer Wanne voller Badekugeln sitzt und zudem im Flur durch einen Bilderrahmen eine Tür in die Wand zaubert, die sie dann in einen Raum ohne Dach führt. Von dort aus geht eine hohe Leiter hoch in pink-rosa Wolken, die wie Zuckerwatte aussehen, und sie steigt Sprosse für Sprosse nach oben. Am Ende des Videos erreicht sie das Ende der Leiter in einem rosafarbenen Himmel.

## Rezeption

### Negative Bewertungen
Das zugehörige Musikvideo auf YouTube war mit 3,3 Millionen negativen Bewertungen im Dezember 2021 das am häufigsten negativ bewertete Video eines deutschsprachigen YouTube-Kanals. Der vorherige Negativrekordhalter im deutschsprachigen Raum, „Everyday Saturday (remix)“ von ApoRed wurde um mehr als das Dreifache übertroffen. Weltweit belegte das Video zeitweise den fünften Platz der meistnegativ bewerteten YouTube-Videos. Zuletzt befand es sich weltweit auf Platz 34, bevor die öffentliche Sichtbarkeit von negativen Bewertungen Ende 2021 abgeschafft wurde.

### Kritik
Das Lied erhielt überwiegend negative Kritiken. Kritisiert wurden insbesondere der Text, die Stimme und die Artikulation der Sängerin sowie die automatische Tonhöhenkorrektur. So bemängelte Nicolas Heine vom Online-Magazin „Dance-Charts“, die Aussprache Claßens sei sehr schlecht und mit starkem Akzent behaftet, der Song allgemein platt und kindisch. Er verglich den Song mit Werken einschlägiger Werbesong-Produzenten. Positiv sei lediglich der Erfolg, der wahrscheinlich daher rühre, „dass der Song nicht aneckt“.
Carsten Heidböhmer vom „Stern“ kritisierte das Gesamtkonzept des Liedes: sowohl Build-Up als auch Lyrics, Claßens Image und das Potential. So sei der Refrain penetrant und der Text einfallslos konzipiert. Der Song habe „das Zeug[,] zum unbeliebtesten Song aller Zeiten“ zu werden.
Über die stark negative Resonanz hinaus kamen Vorwürfe auf, das Lied sei ein Plagiat des Songs The Show der australischen Sängerin Lenka; Rhythmus, Melodie und Töne seien sehr ähnlich.
Kritik erhielt auch die Promo-Aktion des Liedes; so wurde der Aussage, nur weitere CDs zu produzieren, sofern hohe Zahlen an Vorverkäufen erreicht würden, wenig Glauben geschenkt und eher eine Absicht auf Profit vermutet. Ebenso wurde die Frage gestellt, welche Absicht die V-Bloggerin mit der Veröffentlichung eines Liedes verfolge, das unterstreiche, dass sie nicht singen könne.
Zwei Tage nach der Veröffentlichung äußerte sich Claßen erstmals zu den Vorwürfen und der negativen Kritik. In dem Vlog zeigte sie sich überrascht über die große Aufmerksamkeit und hob hervor, dass nicht jeder das Lied gut finden müsse und jeder sich selbst ein Urteil bilden solle.
Zudem sagen viele, dass das Stück nicht sehr kreativ sei, was Akkorde und Instrumentalisierung betrifft. Laut Youtuber „Broady“ klinge die Melodie wie ein Kinderlied. Es sei eigentlich auch eine Abwandlung aus Sam Sommers „Das Pizzalied - Schönes Kinderlied“, welches auf seinem Originalkanal aus bis jetzt unbekannten Gründen entfernt wurde. Tristian Paredes hingegen war in seiner Reaktion nicht so streng. Watchmojo berichtete davon, dass dieses Lied süß sei. Einige andere Reaktionsyoutuber hingegen haben in ihren Reaktionen nicht viel zum Musikalischen beigetragen. Oft waren es nur mitreißende oder leicht beleidigende Beiträge.

### Kommerzieller Erfolg
How It Is (Wap Bap …) rückte innerhalb des ersten Tages in die Top 3 mehrerer Online-Musikdienste in Deutschland, Österreich und der Schweiz. In den offiziellen Single-Charts stieg der Song auf Platz 9 ein, womit Claßen ihre erste Single-Chartplatzierung verzeichnete; der Erfolg fiel mit zwei Wochen in den Top 100 jedoch kurz aus.

### Chartplatzierungen
| ChartsChartplatzierungen | Höchstplatzierung | Wochen |
| ------------------------ | ----------------- | ------ |
| Deutschland (GfK)        | 9 (2 Wo.)         | 2      |
| Österreich (Ö3)          | 5 (1 Wo.)         | 1      |
| Schweiz (IFPI)           | 52 (1 Wo.)        | 1      |

### Weitere Reaktionen
Musik und Video zogen darüber hinaus den Spott anderer Webvideo-Produzenten auf sich, die das Werk persiflierten. Willi Herren und DJ Düse veröffentlichten eine Partyschlager-Version.